# Xavier Torres i Lliteras
Xavier Torres i Lliteras   (Barcelona, 1967) és un periodista català especialitzat en informació del Futbol Club Barcelona.

## Trajectòria
De petit va passar per la Masia i per les categories inferiors d'altres equips de Barcelona, entre els quals la UE Sants, Més endavant va estudiar la carrera de Ciències de la Comunicació. És treballador de TV3, on va presentar el programa Hat-trick Barça fins al 2012. Amic personal de Johan Cruyff i ferm defensor de les seves idees i de les de Joan Laporta, l'arribada de Sandro Rosell a la presidència del Barça feu que el cap d'esports Josep Maria Farràs l'apartés de TV3.
El 2014, a títol personal, va oferir per Twitter l'exclusiva de la dimissió del president Sandro Rosell, i també va destapar les irregularitats comeses per la junta directiva del Barça entorn del Seient Lliure, el sistema per a abonats de sessió de la localitat al Camp Nou. Aquest historial fiscalitzador amb la junta del club el va portar a figurar entre els periodistes investigats per la junta en l'escàndol del Cas I3 Ventures.
El 2009 va convèncer Johan Cruyff perquè fos seleccionador de la Selecció de futbol de Catalunya mentre era directiu de la Federació Catalana de Futbol, de la qual va dimitir l'estiu de 2010. També ha estat secretari de la Plataforma Pro Seleccions Esportives Catalanes. Ha escrit, conjuntament amb Santi Padró, Paraula de vestidor (Ara llibres, 2011), i amb Frederic Porta, Barça: més que un club? (Cossetània, 2021), i ha participat en l'obra col·lectiva El futbol és així (Edicions Xandri, 2018). És fundador de l'Escola de Futbol Hristo Stòitxkov, del qual és amic personal.
Torres també ha donat cobertura a temes no esportius, com ara amb la direcció del documental Mentre aplaudíem, que retratava la vivència de la pandèmia de COVID-19 a l'Hospital de la Vall d'Hebron.